# Верхнеобливский
Верхнеобли́вский — хутор в Тацинском районе Ростовской области.
Является административным центром Верхнеобливского сельского поселения.
Глава хутора (поселения) — Александр Владимирович Марченко.
Население 625 человек.

## География

### Улицы
| - Весёлый переулок - Гагарина улица - Зелёный переулок - Мирный переулок - Набережная улица - Пролетарский переулок | - Садовый переулок - Советская улица - Центральный переулок - Школьная улица - Элеваторная улица |

## Население
| 2010 |
| ---- |
| 575  |